# Scuola di nudo
Scuola di nudo è il primo libro di narrativa - una sorta di romanzo fiume - del saggista e critico letterario Walter Siti. Pubblicato per la prima volta nel 1994, si tratta di un'autobiografia letteraria in parte romanzata che narra le vicende di un ordinario di letteratura italiana "in rivolta", come dice egli stesso parafrasando L'uomo in rivolta di Albert Camus; l'autore rileva di aver voluto creare una specie di doppio letterario alla stessa maniera in cui era stato pensato da Pier Paolo Pasolini nel suo romanzo postumo intitolato Petrolio.

## Trama
Il protagonista, un professore universitario di mezza età, stanco di far la parte della persona perbene, seria, matura e responsabile (un "cane ammaestrato" abituato a "porgere la zampa della buona educazione") sente improvvisamente l'impeto irrefrenabile di tornare ad essere autenticamente e completamente se stesso, quindi anche ad esser fortemente disapprovato dal prossimo. Per poter portare a termine un tale progetto non ha che una cosa da fare: abbandonare tutto ciò che è stata la sua vita fino ad allora, strapparsi le catene sociali di dosso e riconquistare la propria individualità.
Il narratore, che parla in prima persona, riesce così ad ammettere con se stesso di esser sempre stato attratto dai begli uomini nudi; comincia pertanto ad elucubrare su ciò. Elabora tutta una sua personalissima teoria estetica nei confronti del corpo maschile, oggetto dei suoi desideri e di tutte le sue riflessioni; lo interpreta quindi come modello reale che rimanda ad un archetipo ideale celeste sovrumano, quasi un feticcio raffigurante il semidio per eccellenza della mitologia greca.
Secondo l'autore, citando anche Roland Barthes, un corpo anonimo può assurgere a nudo maschile se e solo se possiede un particolare dettaglio personalissimo che attira l'occhio e a mente; si tratta del "punctum", la particolarità capace di affascinare e rapire. È questo articolare che, valorizzando il nudo maschile, lo astrae dal tempo (dalla storia) e dal movimento; diviene corpo infinito la cui presenza segna l'irruzione di una dimensione-altra.
Entrato in contatto con un giovane uomo che pratica il culturismo l'anziano professore comprende che il senso del divino può esser temporaneamente presente in un corpo nudo; provvisoriamente imprigionato nella materia la quale ne temporalizza la perfezione. All'interno di una palestra ha quindi rinvenuto il Numinoso; la sacralità che si ritrova all'interno del tempio in cui si adora la Bellezza e che allo stesso tempo rinnega lo scorrere ed il trapasso del tempo comune, a cavallo tra erotismo (la totalità contemplata nella sua statuaria armonia) e la pornografia (il culto dei frammenti e dei dettagli).
Per il protagonista poi la vera e propria religione del desiderio non è il cristianesimo bensì lo gnosticismo; il corpo gnostico è quello carico d'energia in costante espansione, una parte contenente in sé la totalità infinità: la sua unicità opera contro l'infezione causata dal virus della realtà temporale. Soltanto alla presenza del nudo maschile il tempo si dilata fin quasi annullarsi.
Il corpo gnostico - quello del culturista o del surfista californiano - è l'unico antidoto capace di rompere la linea del tempo cronologico lineare e di trasmutarlo in un cerchio, l'eterno ritorno o la ruota del tempo (il saṃsāra) delle filosofie orientali. Esso oppone all'impermanenza della vita temporale l'atemporalità e la durata; il suo torace nudo e muscoloso si fa altare che assume in sé valore mistico.
Conclude affermando la superiorità di Eros rispetto ad Agape o caritas; solo il primo è attirato dal Sublime e dall'Assoluto. Solamente Eros è capace di liberar l'individuo dalla miseria del mondo, distaccandolo ed innalzandolo ad una assai più nobile realtà; l'io si stacca così da terra per raggiungere il mondo delle idee iperuranie immune dall'impurità. Ma così Eros si fa anche virtù incompatibile con l'esistenza, pura contemplazione.